# Poudiéné
Poudiéné est une commune rurale située dans le département de Boura de la province de Sissili dans la région du Centre-Ouest au Burkina Faso.

## Géographie
Poudiéné se trouve sur la frontière avec le Ghana.